# Las Vegas Strip
Las Vegas Strip és una secció de vora 6,4 km del carrer Las Vegas Boulevard South a les localitats de Paradise (Nevada) i Winchester, a l'estat de Nevada, EUA, al sud dels límits de la ciutat de Las Vegas. L'Strip és una de les avingudes més filmades i fotografiades dels Estats Units, tan popular com el Hollywood Boulevard a Los Angeles o la Cinquena Avinguda a Nova York.
La major part de l'Strip s'ha inclòs a l'All-American Road, i per això el Departament de Transport dels Estats Units l'ha reconguda pel seu valor arquitectònic, cultural, històric, natural, recreacional i escènic.
Molts dels hotels, casinos i estacions turístiques més grans del món es troben a l'Strip, de fet, compta amb 18 dels 25 hotels més grans del món; això fa que Las Vegas sigui la ciutat més visitada dels Estats Units amb més de 39 milions de persones.

## Delimitació geogràfica

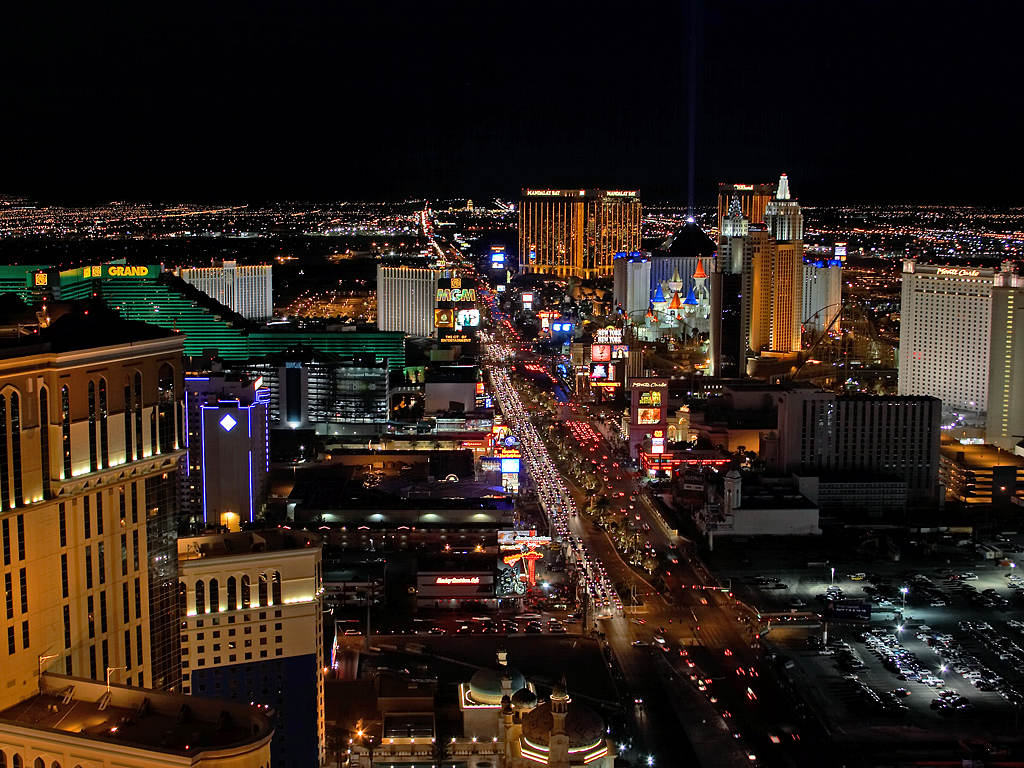
Vista de l'Strip de nit.

Quan es parla de l'Strip en termes estrictes es fa referència al tram de carrer Las Vegas Boulevard entre les avingudes Sahara i Tropicana, amb una distància total de poc més de 5 km. Tanmateix, el terme s'empra freqüentment per referir-se als casinos i estacions turístiques que hi ha a les bandes del carrer, i fins i tot a les àrees properes que no estan situades directament a Las Vegas Boulevard. Algunes agències governamentals, com la Comissió de Joc de Nevada, classifiquen com a propietats pertanyents a Las Vegas Strip les que es troben a 1,5 km o fins i tot més distància de Las Vegas Boulevard (com per exemple el Hard Rock Hotel & Casino).
La torre Stratosphere, a 400 m al nord de l'hotel Sahara, se sol incloure dins de les estacions turístiques de l'Strip. Fa temps es considerava que el corredor acabava al sud de l'avinguda Tropicana, però les contínues construccions van estendre'l inicialment fins al carrer Rusell Road, posteriorment fins al carrer Sunset Road i actualment fins a l'autopista I-215. L'estació turística i casino Mandalay Bay està situat al nord del carrer Russell Road, mentre que el Bali Hai Golf Club està al sud del mateix carrer. Twon Square, un important centre comercial, es troba a l'últim emplaçament disponible al nord de la I-215.

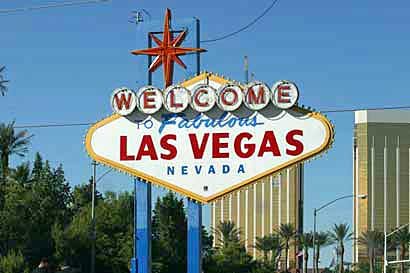
Senyal de benvinguda a Las Vegas.

A causa de la quantitat de centres turístics i de la seva mida, aquesta avinguda és força ampla. L'autopista I-15 discorre a l'oest en paral·lel a una distància d'entre 1,6 a 3,2 km de Las Vegas Boulevard al llarg de tot l'Strip. El carrer Paradise Road discorre de forma també molt semblant, però al costat est desembocant a l'avinguda East St. Louis. La part est de la franja delimita amb l'aeroport McCarran Airport, al sud de l'avinguda Tropicana. Es considera que al nord d'aquest punt l'Strip s'estén cap a l'est fins al carrer Paradise Road, tot i que hi ha qui considera el carrer Koval lane com a part de l'Strip. La I-15 és considerada per alguns com el límit oest de l'Strip des de la I-215 fins al carrer Spring Mountain Road. Al nord d'aquest punt el carrer Industrial Road representa el límit oest. Alguns centres turístics com The Rio i The Palms es troben de fet a l'oest de la I-15, per això podria estendre's cap a l'oest fins als carrers Valley View Boulevard o Arville Street.
Finalment, el famós senyal de benvinguda a Las Vegas es troba a la mitjana justament al sud del carrer Russell Road. Un altre senyal semblant es pot trobar a l'extrem nord de l'Strip, prop de la intersecció amb els carrers East St. Louis i South Main.

## Història
El primer casino que va construir-se a la carretera Highway 91 fou el Pair-o-Dice Club, el 1931, mentre que el primer que es va construir en el que avui dia és l'Strip fou El Rancho Vegas, inaugurat el 3 d'abril del 1941 amb 63 habitacions fins que fou destruït en un incendi gairebé 20 anys després, el 1960. L'èxit d'aquest hotel va donar lloc a l'obertura d'un altre, l'Hotel Last Frontier, el 1942, mentre que el Flamingo Las Vegas va obrir el desembre de 1946 per donar lloc de mica en mica a l'Strip de Las Vegas.
El 1968 l'empresari Kirk Kerkorian va comprar el Flamingo prèvia construcció de l'International Hotel, que finalment va ser inaugurat el 1969, per esdevenir l'hotel més gran de l'època amb 1.152 habitacions. D'aquesta forma començà una cursa de megacomplexos i megahotels. L'International Hotel és avui dia Las Vegas Hilton.
El primer MGM Grand Las Vegas, també propietat de Kerkorian, va inaugurar-se el 1973 amb 2.084 habitacions, esdevenint l'hotel amb més capacitat del món. El 21 de novembre del 1980 el MGM Grand fou víctima de l'incendi més devastador de la història de Las Vegas. Un error elèctric va fer que hi morissin 87 persones. L'hotel va reobrir vuit mesos després, no obstant això. El 1986 Kerkorian va vendre el MGM Grand a Bally Manufacturing, que es va canviar de nom a Bally's Las Vegas.
El parc aquàtic Wet'n'Wild va inaugurar-se el 1985 i estava situat al sud de l'hotel Sahara, però va tancar cap a finals del 2004 i enderrocat poc després.

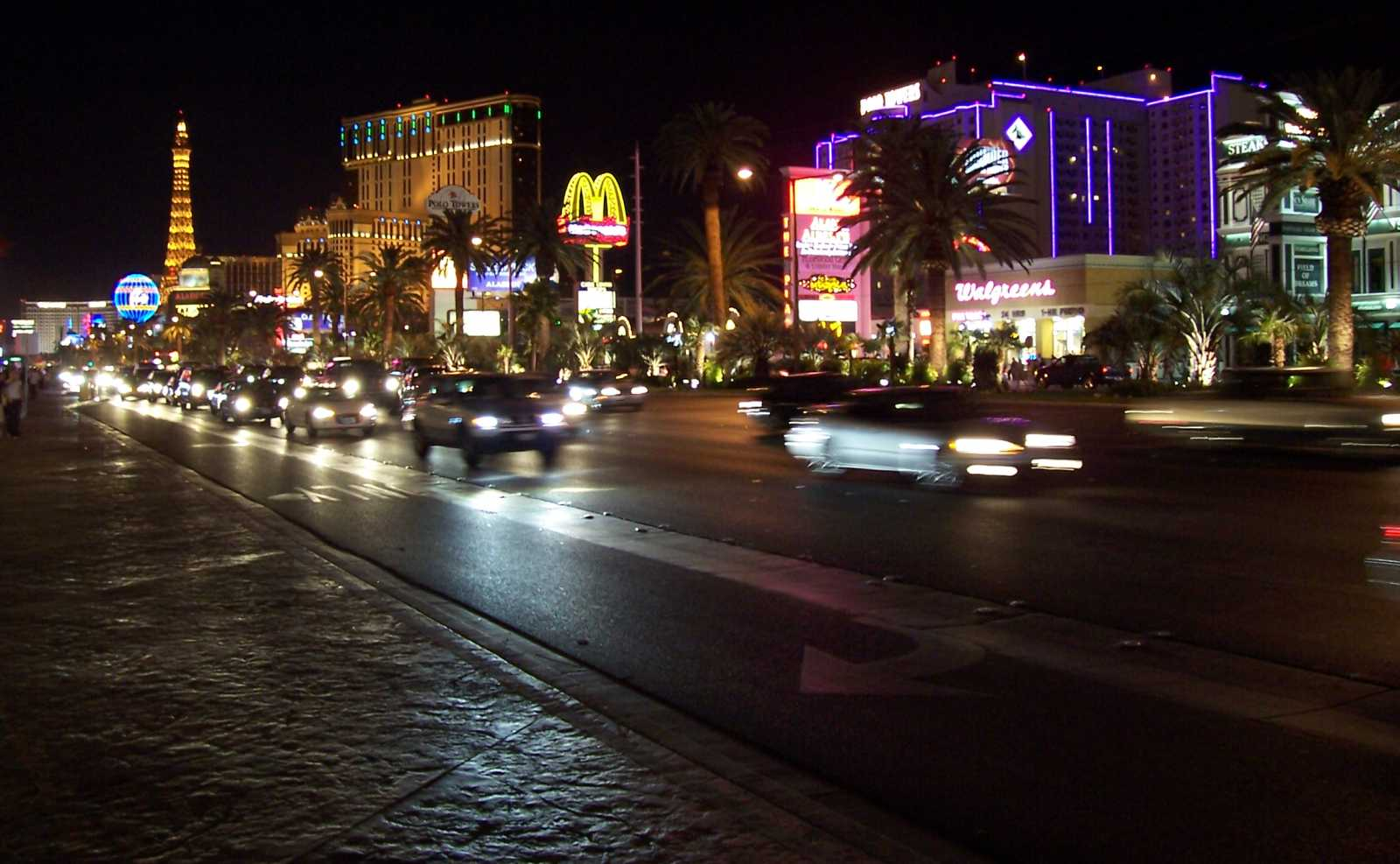
L'Strip de Las Vegas de nit amb l'Aladdin de fons).

La inauguració del Mirage el 1989 fou el catalitzador d'una nova era per a Las Vegas. Els petits hotels i casinos van donar lloc a grans complexos i estacions turístiques. Aquestes instal·lacions compten amb una àmplia oferta, des d'opcions d'entreteniment, fins a restaurants, sales de joc i allotjament. Aquest canvi impactà en els hotels i casinos més petits, però encara de renom (i avui dia històrics) com The Dunes, The Sands i l'Stardust.
El 1995, després que Dean Martin morís, els llums al llarg de l'Strip van rebaixar-se en senyal de dol. El 2005 el comtat de Clark va reanomenar una secció del carrer Industrial Road en el carrer Dean Martin Drive com a homenatge al famós cantant i actor Rat Pack, qui va actuar freqüentment a Las Vegas.
En un esforç per atraure tota la família, les estacions turístiques van anar oferint cada vegada més atraccions dirigides als joves, però no amb gaire èxit. L'actual MGM Grand va obrir el 1993 amb el parc d'atraccions Grand Adventures, però el parc va tancar el 2000 per l'escassa afluència de visitants. De forma semblant, el 2003 el Treasure Island va tancar la seva pròpia sala de videojocs, i va abandonar el parc temàtic de pirates.

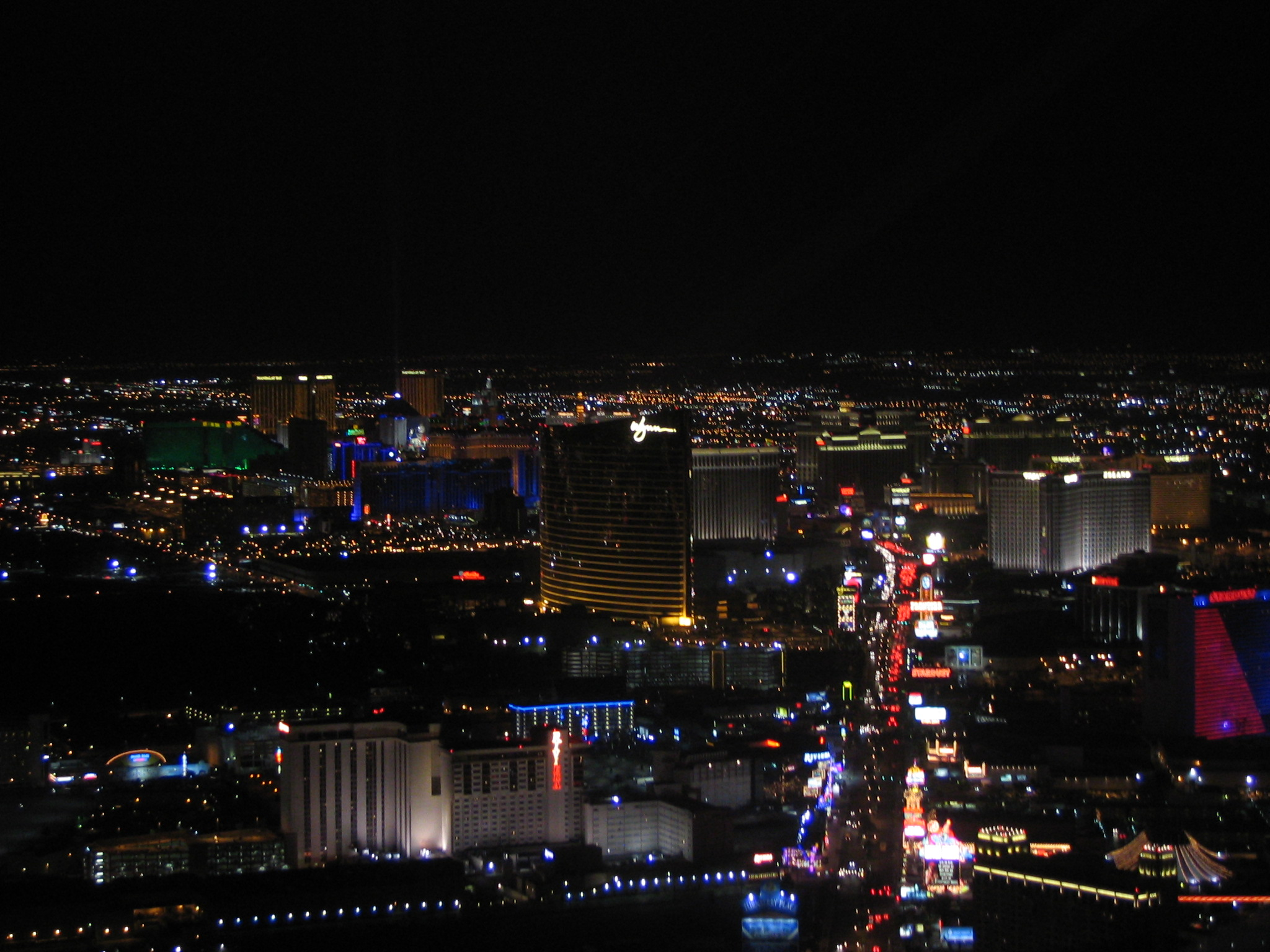
L'Strip de Las Vegas Strip des de la torre Stratosphere.

A més dels grans hotels i casinos, l'Strip també té casinos petits, motels i altres atraccions, com per exemple M&M World, Adventuredome i el centre comercial Fashion Show Mall. Des de mitjans dels 90 l'Strip s'ha convertit en un lloc popular per celebrar la nit de cap d'any.

## L'Strip avui dia

### Mitjans de transport
Tot i que no es troba directament a l'Strip, el metro de Las Vegas discorre pel costat est de l'avinguda des de l'avinguda Tropicana fins al carrer Sahara Road.
Autobusos CAT de servei a l'Strip amb autobusos de dues plantes coneguts com The Deuce és el servei que té parades a la majoria dels grans centres turístics i continua cap al nord en direcció al centre de la ciutat cap al Fremont Street Experience.
Un minitren turístic recorre l'Strip de dalt a baix amb parades en alguns hotels així com al centre comercial Fashion Show Mall cada 15 minuts. El preu és de 2 dòlars per trajecte independentment del nombre d'estacions. També hi ha abonaments per a 24 hores per 5 dòlars.
Dos tramvies gratuïts amb menys recorregut i propulsats per cable estan també disponibles a peu de carrer, un entre l'hotel-casino Treasure Island i el Mirage, i l'altre recorre el casino Mandalay Bay, l'hotel-casino Luxor i l'hotel-casino Excalibur.
Els taxis només poden parar a les entrades dels hotels i a punts habilitats expressament per a ells. Per això és útil saber quin és l'hotel més proper per arribar a segons quines destinacions.
Abans que l'autobús CAT entrés en servei el 1992 la principal companyia pública de transport era Las Vegas Transit.

### Transport gratuït

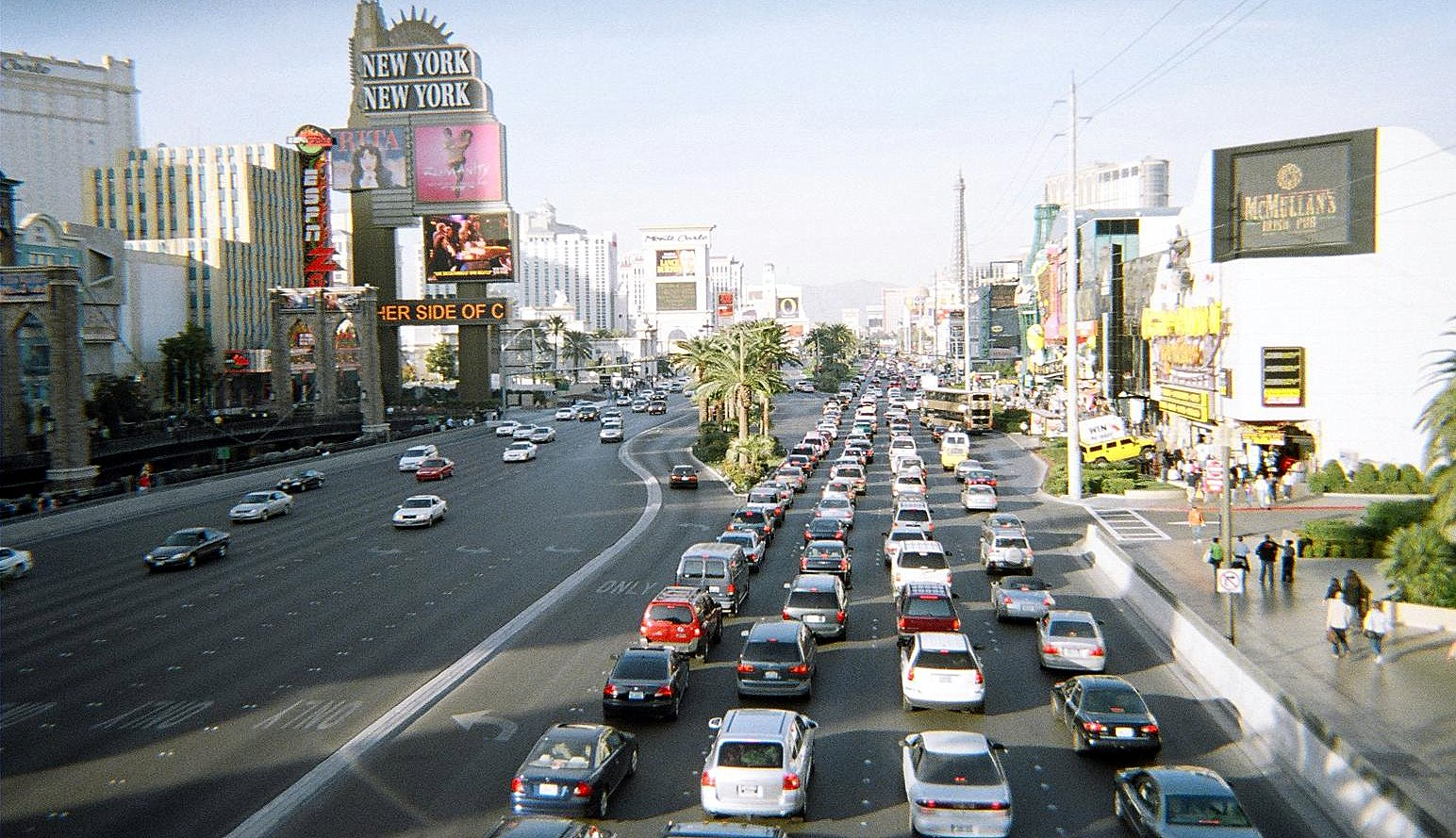
Trànsit al boulevard de Las Vegas.

Alguns dels serveis de transport requereixen que es mostri la targeta d'algun dels casinos afiliats, tot i que no sempre. Aquests són els trajectes actuals:
- Entre Harrah's Las Vegas i l'hotel-casino Rio All Suite cada 30 minuts aproximadament.
- Entre l'hotel-casino Sam's Town i el Bill's, Harrah's Las Vegas, hotel-casino Riviera i el casino Tropicana cada hora i dos quarts aproximadament.
- Entre l'hotel-casino Caesars Palace i el Rio All Suite cada 30 minuts aproximadament.
- Entre el Paris/Bally's i el Rio All Suite cada 30 minuts aproximadament.
- Entre el Hard Rock i el MGM Grand i el cafè Harley-Davidson surt del Hard Rock cada hora.
- Entre el Hard Rock, el centre comercial Fashion Show i Forum Shops a Caesars Palace, surt del Hard Rock cada hora.
- Entre el Wynn Las Vegas i el centre de convencions de Las Vegas.

### Recorreguts a peu

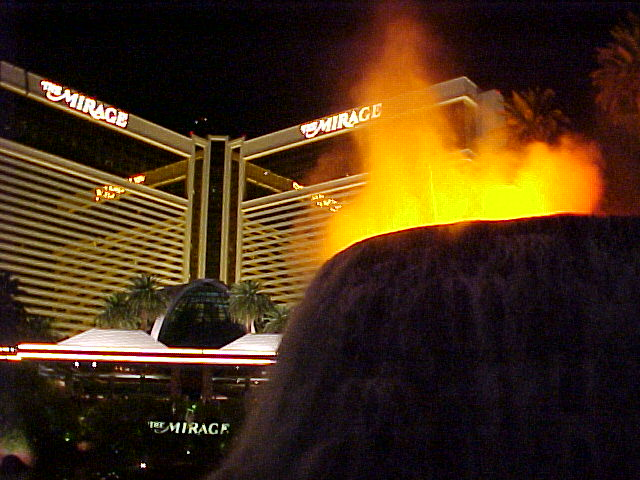
El volcà del Mirage.

Diversos hotels de l'Strip han unit esforços per fer el carrer més agradable per als vianants. Els nous casinos dissenyen les seves façanes per atreure'ls, i moltes d'aquestes façanes són per se un centre d'atracció, entre les quals cal destacar la font de l'hotel-casino Bellagio, el volcà del Mirage i les sirenes del Treasure Island.

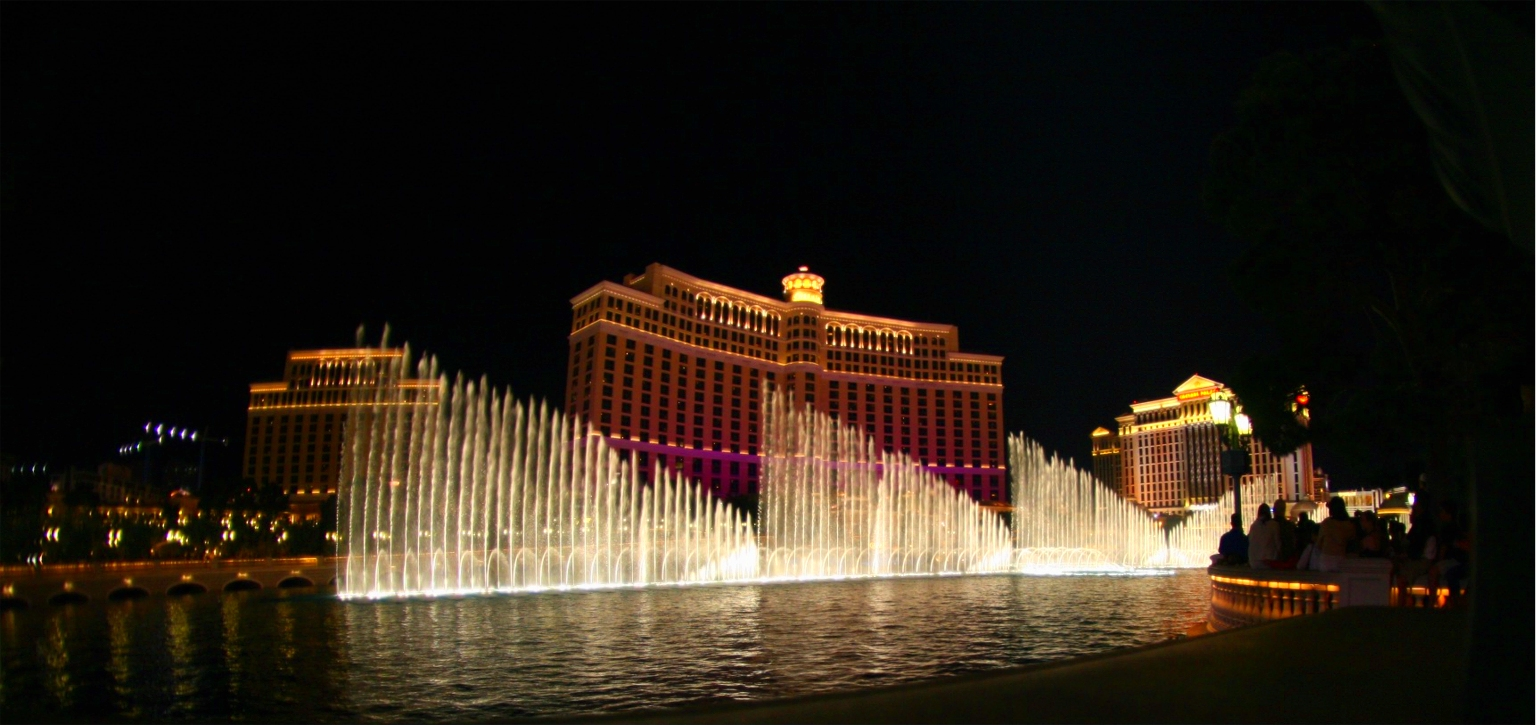
Joc de llums, aigua i so a la font del Bellagio.

Amb la intenció d'alleujar el trànsit a les interseccions més populars s'han instal·lat diversos ponts per a vianants. Els primers ponts que s'instal·laren foren a la intersecció del Tropicana amb el carrer Las Vegas Boulevard i vistos els bons resultats, s'han anat creant tot de ponts addicionals a les interseccions dels carrers Las Vegas Boulevard amb Flamingo Road, entre el Mirage, el Treasure Island i el Venetian, i els més recents a les interseccions dels carrers Las Vegas Boulevard-Spring Mountain i l'avinguda Sands connectant el Wynn Las Vegas amb el centre comercial Fashion Show Mall.

### Camps de golf
Durant els últims anys, tots els camps de golf situats a l'Strip menys el Desert Inn Golf Course han anat tancant deixant pas als enormes centres turístics. L'empresari Steve Wynn, fundador del Mirage, va adquirir el Desert Inn per a la seva nova companyia: Wynn Resorts. El 2005 va obrir el Wynn Las Vegas, un camp de golf remodelat per a ús exclusiu dels hostes de l'hotel.
El 2000 s'inaugurà un altre camp de golf, el Bali hai Golf Club, just al sud de Mandalay Bay i de l'Strip. El camp de golf es pot albirar fins i tot des de l'autopista I-15.